# Kristina Sóbol
Kristina Ivánovna Sóbol –en ruso, Кристина Ивановна Соболь– (Salsk, 30 de noviembre de 1991) es una deportista rusa que compite en halterofilia.
Ganó dos medallas de plata en el Campeonato Europeo de Halterofilia, en los años 2019 y 2021, ambas en la categoría de 49 kg.

## Palmarés internacional
| Campeonato Europeo | Campeonato Europeo | Campeonato Europeo | Campeonato Europeo |
| Año                | Lugar              | Medalla            | Categoría          |
| ------------------ | ------------------ | ------------------ | ------------------ |
| 2019               | Batumi (Georgia)   | Medalla de plata   | 49 kg              |
| 2021               | Moscú (Rusia)      | Medalla de plata   | 49 kg              |